# Konsolidace úvěrů
Konsolidace úvěrů (slovo konsolidace pochází z latinského con, dohromady, a solidus, pevný; konsolidace tedy znamená upevnění, ustálení či urovnání), též konsolidace půjček, označuje sloučení více půjček do jedné. Má-li klient více půjček, vyčerpaný limit kontokorentu, čerpanou kreditní úvěrovou kartu atd., je výhodné všechny tyto pohledávky „konsolidovat“ do jedné, nové „zastřešující“ půjčky (úvěru), ze které jsou tyto všechny pohledávky uhrazeny a klient tak dosáhne mnoha výhod. U jednoho úvěru jde o změnu jeho podmínek. Velmi často se konsolidace úvěrů používá pro snížení měsíčních splátek (za cenu prodloužení doby splácení). Konsolidaci nabízejí nejen klasické bankovní instituce, ale je ji možné sjednat také u některých nebankovních společností.

## Výhody konsolidace půjček
Konsolidace půjček má mnoho výhod, díky který se o ní vyplatí uvažovat. Pokud si klient pořídil úvěry na koupi automobilu, nábytku či dalšího, a každý z nich platí zvlášť a u jiné instituce, jejich spojení mu přinese podstatné zjednodušení celé platby. Místo placení několika poplatků za úvěry bude platit jen jeden a místo platby několika společnostem zaplatí jen jedné. S tímto sloučením je často spojeno i snížení samotné splátky. Klient obvykle platí jednorázově a menší částku, než tomu bylo doposud při souhrnu všech plateb. Je proto možné ušetřit i značnou sumu peněz. Předností konsolidace bývá zpravidla i možnost individuálního nastavení jejich parametrů (výše splátek, doba splácení, nebo den, ke kterému budete splátku hradit). K zjištění, zda a nakolik se konsolidace opravdu vyplatí, existují kalkulačky konsolidace půjček. Ty lze najít na specializovaných finančních stránkách.

## Nevýhody konsolidace půjček
Nevýhodou může být skutečnost, že některé instituce, která klientovi konsolidaci umožní, mohou požadovat sankce za předčasné splacení úvěru. Měsíční poplatek se může zmenšit, ale prodlouží se doba splácení. Klient nejenže neušetří, ale nakonec zaplatí mnohem víc. Pokud má tedy klient stabilní příjem a splácení mu nečiní potíže, konsolidace pro něj nemusí být vhodné řešení. Tím je však obvykle v případě, kdy má problém se samotnou výší splátek.

## Poskytovatelé konsolidace úvěru
O sloučení úvěru do jednoho může klient požádat u většiny bankovních institucí a mnoha nebankovních společností. Každá z nich má trochu jiné podmínky, takže je vhodné si jejich nabídky před sloučením porovnat. Podmínky se liší i mezi nebankovními a bankovními společnostmi, přičemž nebankovní zpravidla nedosahují stejné úspory, ale umožňují snazší získání konsolidace. Jsou k bonitě klienta benevolentnější.[zdroj?]

## Sjednání konsolidace
Ačkoliv poskytovatel konsolidace vychází z již existujících smluv klienta, a některé ověřovací kroky spojené s novou půjčkou proto může vynechat, klient se některým opětovným kontrolám nevyhne. Konsolidace je v podstatě pouze „další půjčkou“, která je poskytnuta jen za výhodnějších podmínek. Platí pro ni tedy veškerá pravidla platná pro klasickou půjčku: Znovu se zjišťuje aktuální bonita klienta, jeho pravidelný a dostatečný příjem a platební morálka. Novela zákona o spotřebním úvěru platná od 1. prosince 2016 „přikazuje“ bankám, aby si ověřily veškeré údaje o klientově finanční minulosti z bankovních i nebankovních registrů či registru SOLUS. Pokud je tedy zájemce o konsolidaci ve skluzu s některou splátkou, bude s největší pravděpodobností jeho žádost zamítnutá. Nejlepším řešením je v takovém případě nejprve splátky uhradit a vyčkat s žádostí o konsolidaci cca 2 měsíce. Tím se obnovená platební morálka promítne i do databáze bank. To samozřejmě neplatí pro situaci, kdy klient neuhradil např. tři po sobě jdoucí splátky za sebou, což mu bezpečně zajistí místo v registru dlužníků na min. další čtyři roky. Nejedná se však o jediný dlouhotrvající škraloup, který takto může získat.
Jenže platební morálka není to jediné, co může klientovi vstoupit do cesty. Jednotliví poskytovatelé konsolidací mají další individuální podmínky pro to, které půjčky a úvěry povolí konsolidovat. Bez problémů lze obvykle sloučit různé spotřebitelské úvěry, bankovní půjčky, kreditní karty, kontokorenty a hypotéky. Narazit klient může při snaze slučovat úvěry od menších nebankovních poskytovatelů vystavených bez nutnosti ověření v registru dlužníků, leasingy, větší hypotéky nebo stavební spoření.[zdroj?]
Dále je pro konsolidaci obvykle třeba, aby klient splnil i tyto podmínky:[zdroj?]
- Klient musí mít minimálně dva úvěry/dluhy. Maximální počet není stanoven.
- Splatnost dluhů nesmí být kratší než půl roku, popřípadě jeden rok.
- Celková suma dluhů nesmí přesáhnout 500 000 Kč až 1 000 000 Kč, výjimečně banky umožňují sloučit půjčky v celkové hodnotě do 2 500 000 Kč (Komerční banka).[4]
- Celková suma dluhů nesmí být nižší než 50 000 Kč.

V případě, že klient nesplní načrtnuté podmínky, je možné se obrátit na nebankovní instituce, které bývají benevolentnější, ačkoliv jejich podmínky jsou obvyklé méně výhodné a je podstatné, aby se s nimi klient zevrubněji seznámil.